# 요이코 (오와라이)
요이코(일본어: よゐこ, Yoiko)는 오사카시 고노하나구 출신의 코미디 탤런트 에이전시 쇼치쿠 게이노에 소속된 일본의 만화 듀오이다.
요이코는 오타쿠로 알려져 있으며, 심지어 버라이어티 쇼 링컨에 출연하여 건담 애니메이션 시리즈의 샤아 아즈나블과 아무로 레이로 코스프레하고 다운타운 (개그 콤비)을 아키하바라로 데려가기도 한다.

## 멤버
- 아리노 신야
- 하마구치 마사루